# Birgu
Birgu (malt. Il-Birgu), również znane jako Vittoriosa, w przeszłości Citta Vittoriosa (Miasto Zwycięskie) – stare ufortyfikowane miasto po południowej stronie Grand Harbour, jedna z jednostek administracyjnych na Malcie.
Miasto zajmuje cypel z fortem Saint Angelo na czele i miastem Bormla u jego podstawy. Birgu jest idealnym miejscem do bezpiecznego kotwiczenia, a z czasem rozwinęło bardzo długą historię działalności morskiej, handlowej i wojskowej.
Birgu to bardzo stara miejscowość, której początki sięgają czasów średniowiecza. Przed ustanowieniem Valletty stolicą i głównym miastem Malty, mocarstwa, które chciały rządzić wyspami maltańskimi musiały przejąć kontrolę nad Birgu ze względu na jego znaczącą pozycję w Grand Harbour. Miasto w rzeczywistości służyło jako baza rycerzy Zakonu Szpitalników św. Jana i „de facto” stolica Malty od 1530 do 1571. Birgu jest dobrze znane ze swojej kluczowej roli w Wielkim Oblężeniu Malty w 1565.
Fortyfikacje Birgu zostały umieszczone na maltańskiej wstępnej liście światowego dziedzictwa UNESCO w 1998, jako część „Fortyfikacji Rycerzy wokół portów na Malcie”.

## Historia

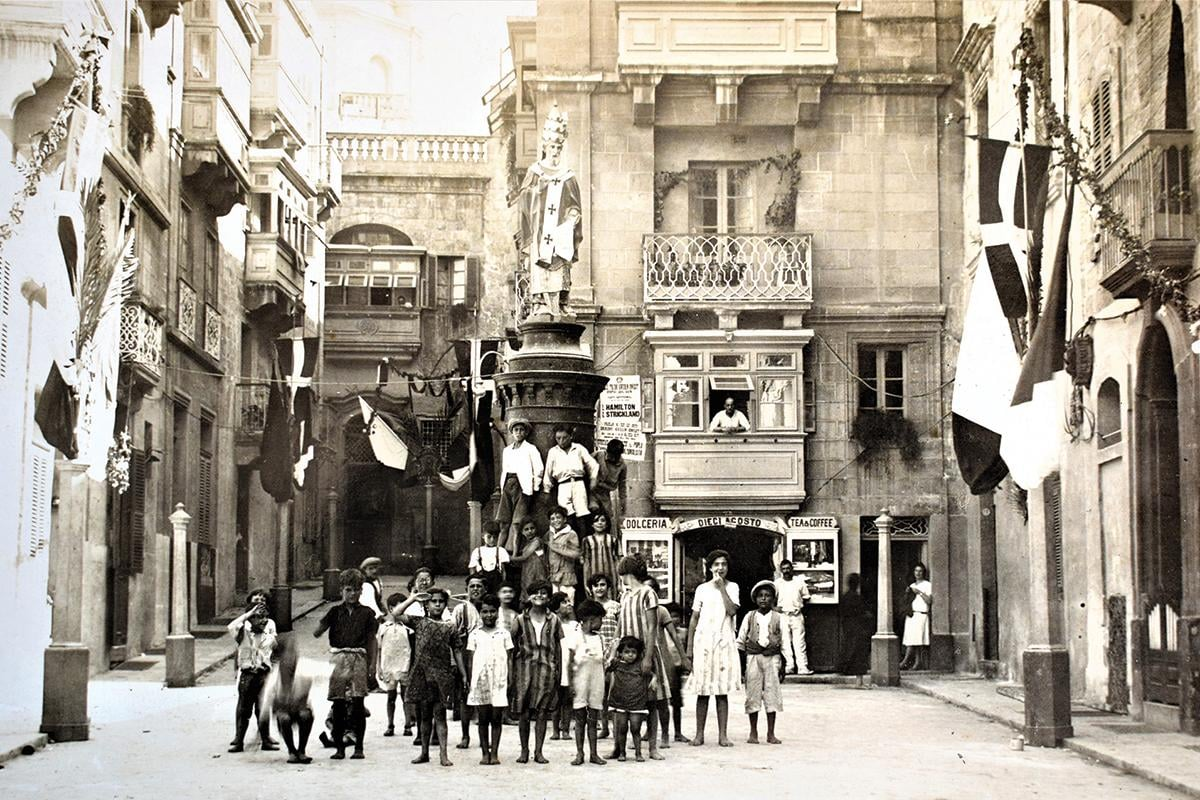
Fiesta św. Wawrzyńca, 10 sierpnia 1927

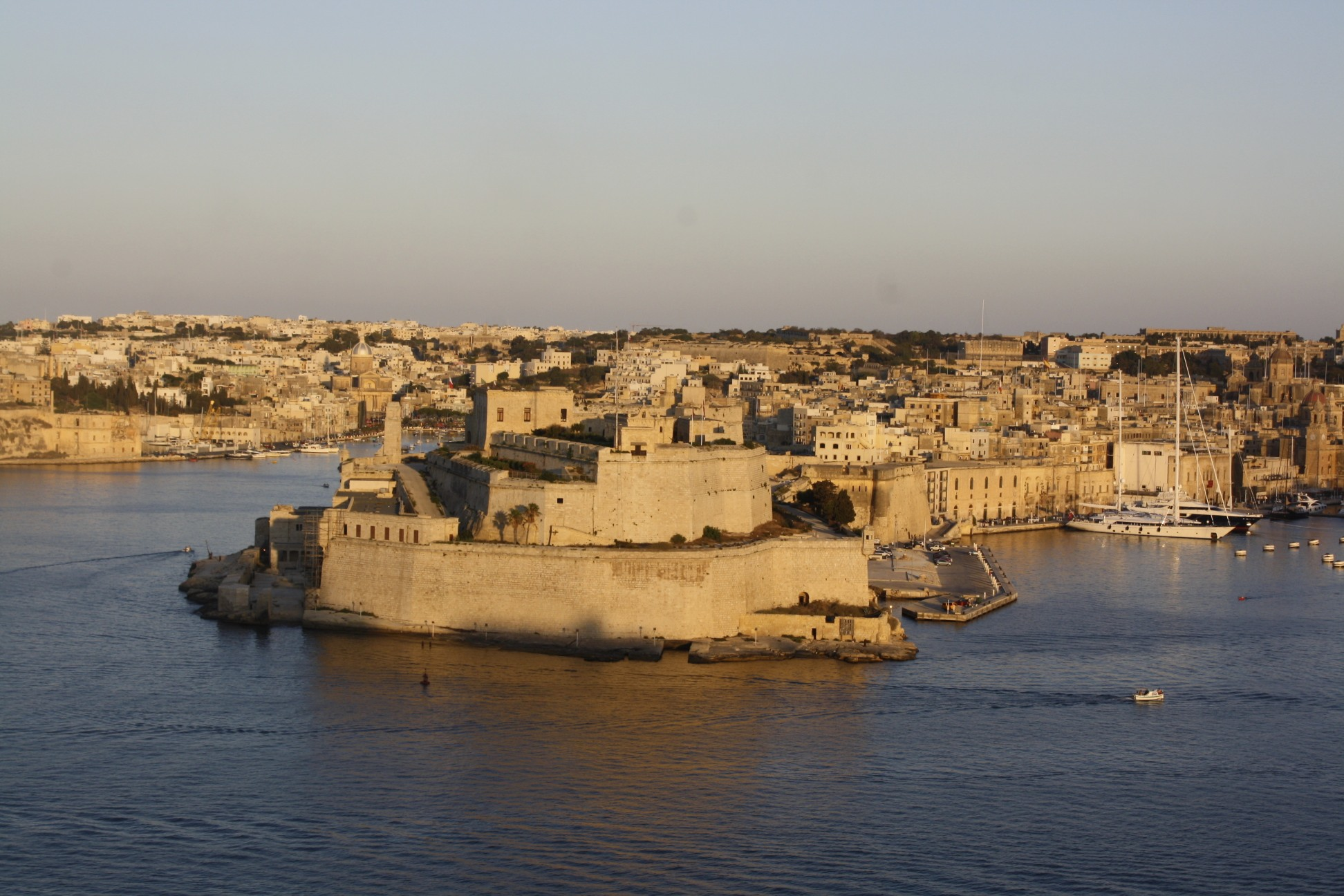
Fort Saint Angelo

Fenicjanie, Grecy, Rzymianie, Bizantyjczycy, Arabowie, Normanowie, Andegaweni, Aragończycy i Zakon św. Jana, wszyscy przyczynili się do rozwoju Birgu .
W średniowieczu niektóre społeczności na wyspach przeciwstawiały radzie miejskiej Universita Mdiny niezależną jednostkę skupioną wokół Castrum Maris. Wielu mieszkańców Birgu i sąsiednich wiosek twierdziło, że nie są zobowiązani do płacenia podatków radzie miasta Mdina, ponieważ podlegają jurysdykcji Castrum Maris. Tak było na przykład w przypadku mieszkańców Żejtun, którzy odmówili płacenia podatków należnych radzie mdińskiej w 1473 .
Po wypędzeniu Zakonu z Rodos przez Imperium Osmańskie Zakonowi Świętego Jana przyznano Maltę jako nowe miejsce do osiedlenia. W 1526 Zakon wysłał na Maltę komisję złożoną z ośmiu rycerzy, reprezentujących każdy z langue. Opisali oni Birgu jako małe bezbronne miasteczko ze starymi domami w złym stanie. Kiedy Zakon przybył na wyspę w 1530, postanowił uczynić Birgu stolicą Malty, ponieważ dotychczasowa stolica Mdina znajdowała się w głębi lądu i nie spełniała wymagań floty morskiej zakonu.
Miasto zostało ufortyfikowane w latach trzydziestych XVI wieku i wzmocnione w latach pięćdziesiątych XVI wieku w ramach przygotowań do ataku Imperium Osmańskiego. Obejmowało to budowę fortu Saint Angelo, dużej fortyfikacji oddzielonej od miasta wąskim kanałem, w miejscu starożytnego „Castrum Maris”. Zamek był połączony z miastem mostem zwodzonym.
Birgu było miejscem głównych bitew między rycerzami Zakonu a Imperium Osmańskim podczas Wielkiego Oblężenia Malty w 1565. Po czterech miesiącach skutecznej obrony przez rycerzy, w sierpniu miasto zostało prawie zdobyte przez armię osmańską, ale zostało odbite przez rycerzy pod wodzą wielkiego mistrza Jeana Parisot de Valette. Posiłki z Sycylii przybyły miesiąc później, w wyniku czego Turcy odstąpili od oblężenia. W ciągu kilku następnych lat na przylądku Sceberras zbudowano nową stolicę, noszącą nazwę Valletta. W 1571 roku joannici przenieśli swój zakon i siedzibę do nowej stolicy, a Birgu straciło na znaczeniu. Za wielką odwagę i zasługi podczas oblężenia nadano Birgu tytuł „Città Vittoriosa”, co po włosku oznacza „zwycięskie miasto”.
Po zajęciu Malty przez Napoleona w 1798, w mieście stacjonowały wojska francuskie. Wkrótce po tym, jak Maltańczycy zbuntowali się, obszar Wielkiego Portu został zablokowany przez maltańskich rebeliantów wspomaganych przez Wielką Brytanię, Portugalię i królestwo Neapolu. We wrześniu 1800 Francuzi ostatecznie skapitulowali, a Malta stała się brytyjskim protektoratem. Flota Śródziemnomorska Royal Navy założyła swoją bazę w Birgu, a siły brytyjskie stacjonowały tam do 1979.
W 1806 w Birgu eksplodował magazyn prochu, zabijając ponad 200 osób.
Podczas II wojny światowej Birgu zostało ciężko zbombardowane, ze względu na bliskość stoczni maltańskiej. Wiele zabytkowych budynków zostało zniszczonych, w tym wieża zegarowa i Auberge d’Allemagne.
W 1998 roku w związku z porozumieniem zawartym przez rząd maltański z Suwerennym Rycerskim Zakonem Maltańskim, Zakon powrócił na wyspę. Umowa ta, która obowiązuje 99 lat, przyznaje Rycerzom Maltańskim prawo do użytkowania górnej części Fortu St Angelo. W 2016 roku część fortu została udostępniona do zwiedzania.

## Atrakcje turystyczne
W Birgu znajduje się kilku atrakcji turystycznych. Na historycznym nabrzeżu znajduje się dawny pałac Generała Galer i skarbiec Zakonu św. Jana. Obszar ten został odnowiony na początku 2000 roku, a oba budynki są wykorzystywane do innych celów: w pierwszym jest teraz kasyno, podczas gdy w drugim znajduje się Muzeum Morskie Malty. W Pałacu Inkwizytora, który w latach 1574–1798 był siedzibą maltańskiej Inkwizycji znajduje się obecnie Narodowe Muzeum Etnografii.

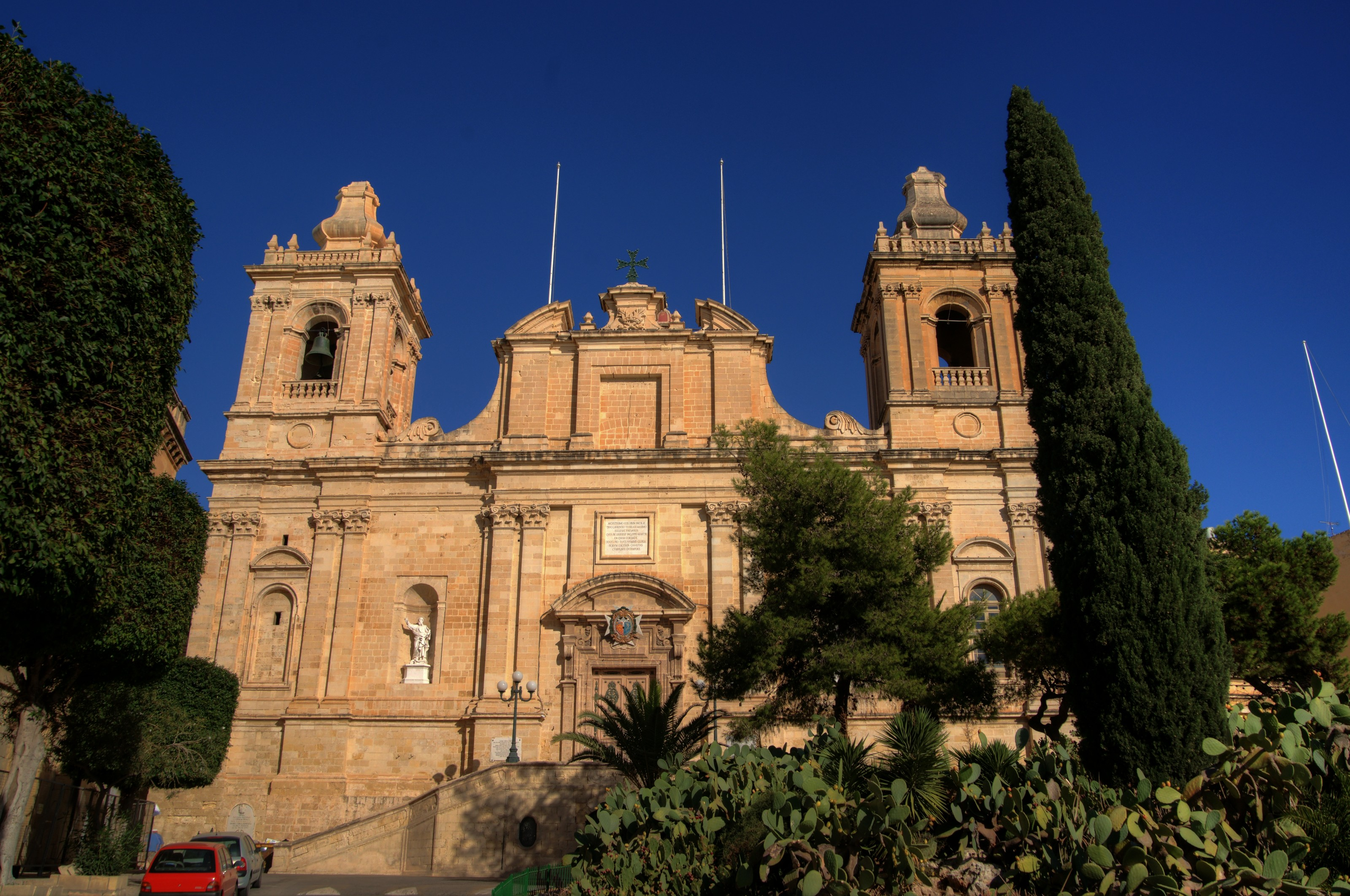
Kolegiata św. Wawrzyńca

Kolegiata św. Wawrzyńca, jeden z kilku kościołów w parafii, był niegdyś kościołem konwentualnym joannitów. Jest on poświęcony św. Wawrzyńcowi, a fiesta w dzień świętego jest bardzo popularna wśród mieszkańców ze względu na dekoracje na lokalnych ulicach. Uroczystości rozpoczynają się 31 lipca i trwają do 10 sierpnia, czyli dnia świętego patrona kościoła. Inne kościoły w Birgu to kościół św. Anny i kościół Zwiastowania, który jest prowadzony przez zakon Dominikanów. Kościół ten znany jest również jako kościół św. Dominika. Święto św. Dominika obchodzone jest w każdą ostatnią niedzielę sierpnia.

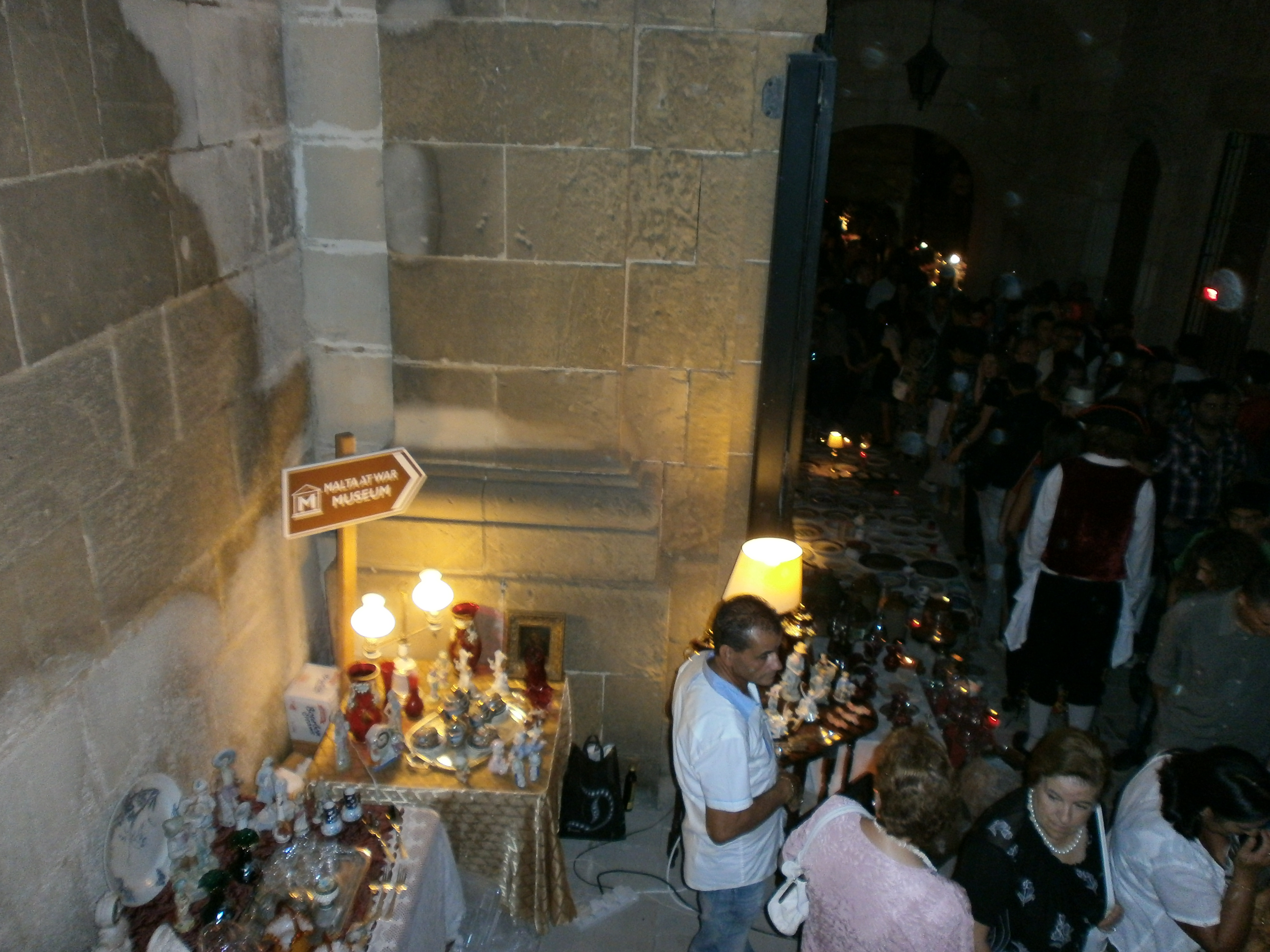
Birgufest

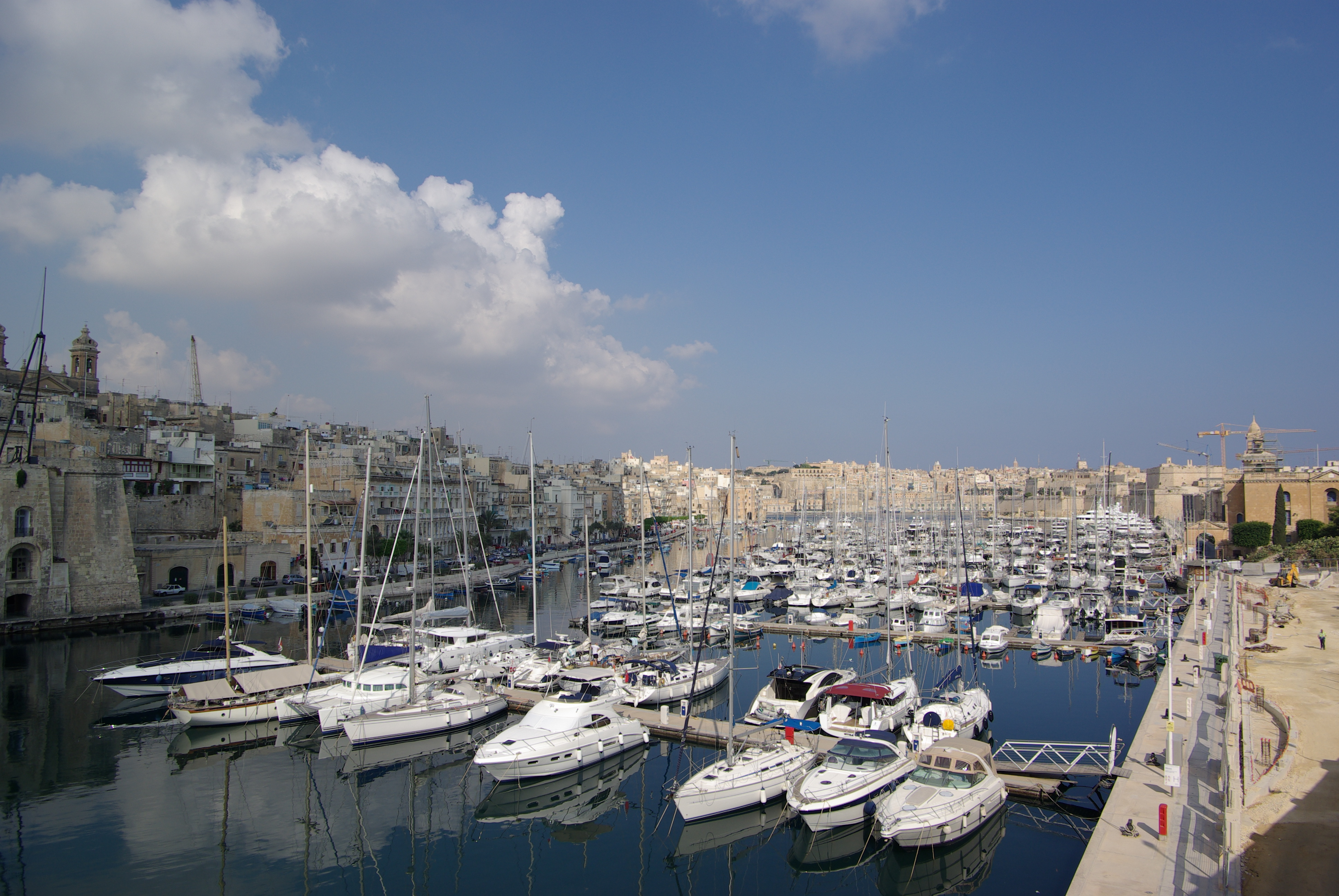
Grand Harbour Marina

Na końcu cypla stoi fort Saint Angelo. W 2015 została ukończona jego renowacja. Centralny plac w Birgu został poważnie uszkodzony w wyniku bombardowań podczas II wojny światowej, ale jeden z XIX-wiecznych pałaców, które prawdopodobnie zaprojektował Giuseppe Bonavia, przetrwał, i jest wykorzystywany jako siedziba St Lawrence Band Club.

## Demografia
W 1901 Birgu liczyło 6093 osoby. Po nieznacznym spadku w ciągu następnych 20 lat liczba ta wzrosła do 6673 w 1931. Jednak w 1948 liczba ludności wynosiła zaledwie 3816, chociaż nieznacznie wzrosła do 1957. W kolejnych czterech spisach ludność miasta spadła, a w 2005 zostało zarejestrowanych 2701 mieszkańców. Do 2011 szacowana wartość nieznacznie wzrosła do 2758. W marcu 2013 populacja wynosiła 2673 i była nieco niższa w marcu 2014, kiedy wynosiła 2629.

## Rząd
Rada lokalna Birgu została ustanowiona ustawą o radach lokalnych z 1993. Pierwsze wybory odbyły się 19 lutego 1994, a na burmistrza wybrano Johna Boxalla. W 1995 Joseph C. Azzopardi przejął funkcję burmistrza, ale w wyborach lokalnych w 1998 Boxall został ponownie burmistrzem. Brał udział w późniejszych wyborach w 2001, 2004, 2007 i 2012 roku i od tego czasu sprawuje tę funkcję.

Lokalna Rada Birgu mieści się w Auberge de France.